# Niels Laurits Høyen
Pour les articles homonymes, voir Høyen.
Niels Laurits Andreas Høyen, né à Copenhague (Danemark) le 4 juin 1798 et mort dans cette ville le 29 avril 1870, est un historien et critique d'art danois.
Il a promu un art nationaliste danois à travers ses écrits et ses conférences et a exercé un effet de grande envergure sur les artistes contemporains. Son travail dans diverses institutions culturelles a contribué à orienter le développement de l'art danois au milieu du XIXe siècle. Il est considéré comme le premier historien et critique d'art danois.

## Biographie
Høyen naît à Copenhague du distillateur Anders Larsen Høyen et de sa femme Inger Margrethe. Étudiant brillant, il est un lecteur avide et s'intéresse à l'art et à l'histoire. Il a la chance d'avoir accès aux foyers cultivés du jour qu'ils avaient été ouverts aux étudiants doués issus de milieux modestes. Il commence ses études supérieures en 1816. Il  étudie d'abord le droit, puis la théologie, puis l'histoire, avant de terminer ses études par l'histoire de l'art.
Il est ensuite étudiant à l'école de dessin de l'Académie royale danoise des arts (Det Kongelige Danske Kunstakademi) où il apprend la perspective et l'anatomie, et a accès à des artistes tels que Christoffer Wilhelm Eckersberg, Christian David Gebauer et Jens Peter Møller. Il participe à la création de l'Union des étudiants.
Avec le soutien économique de son père, il quitte Copenhague en septembre 1822 pour un voyage étudiant de trois ans à travers l'Allemagne, l'Autriche et l'Italie.
En mars 1844, il donne sa conférence « Om Betingelserne for en skandinavisk Nationalkonsts Udvikling » (« Sur les conditions du développement d'un art national scandinave »), qui incite à rechercher une nouvelle compréhension nationale et scandinave de la culture et de l'art. Cela inspire des artistes de genre tels que Frederik Vermehren, Julius Exner et Christen Dalsgaard, ainsi que des paysagistes tels que Johan Thomas Lundbye et P.C. Skovgaard.
Il promeut un art national et, en 1847, il crée la Société d'art nordique (Selskabet pour nordisk Kunst). Il donne des conférences à un public plus large et, le 26 juin 1856, il est nommé premier professeur d'histoire de l'art à l'université de Copenhague.
Il aide à établir la grande collection de peintures au château de Frederiksborg, dont une grande partie est perdue dans l'incendie de 1859.
Il est directeur intérimaire de la collection de peintures du palais de Christiansborg.

## Récompenses et distinctions
- Chevalier de l'ordre de Dannebrog (1840)

## Sources
- (de) Ph. Weilbach, « Høyen, Niels Laurits Høyen », in: Dansk biografisk Lexikon / VIII, Runeberg.org, p. 254-262